# Ключевська
Клю́чевська (рос. Ключевская) — присілок у складі Афанасьєвського району Кіровської області, Росія. Входить до складу Ічетовкінського сільського поселення.
Населення становить 4 особи (2010, 9 у 2002).
Національний склад станом на 2002 рік — росіяни 89 %.